# Municipio de Grant (condado de Oceana)
El municipio de Grant (en inglés: Grant Township) es un municipio ubicado en el condado de Oceana en el estado estadounidense de Míchigan. En el año 2010 tenía una población de 2976 habitantes y una densidad poblacional de 32,17 personas por km².

## Geografía
El municipio de Grant se encuentra ubicado en las coordenadas 43°30′40″N 86°20′26″O / 43.51111, -86.34056. Según la Oficina del Censo de los Estados Unidos, el municipio tiene una superficie total de 92.51 km², de la cual 88.31 km² corresponden a tierra firme y (4.54%) 4.2 km² es agua.

## Demografía
Según el censo de 2010, había 2976 personas residiendo en el municipio de Grant. La densidad de población era de 32,17 hab./km². De los 2976 habitantes, el municipio de Grant estaba compuesto por el 89.99% blancos, el 1.14% eran afroamericanos, el 1.21% eran amerindios, el 0.2% eran asiáticos, el 0.13% eran isleños del Pacífico, el 4.37% eran de otras razas y el 2.96% pertenecían a dos o más razas. Del total de la población el 12.74% eran hispanos o latinos de cualquier raza.